# 馬鞍山聖若瑟小學

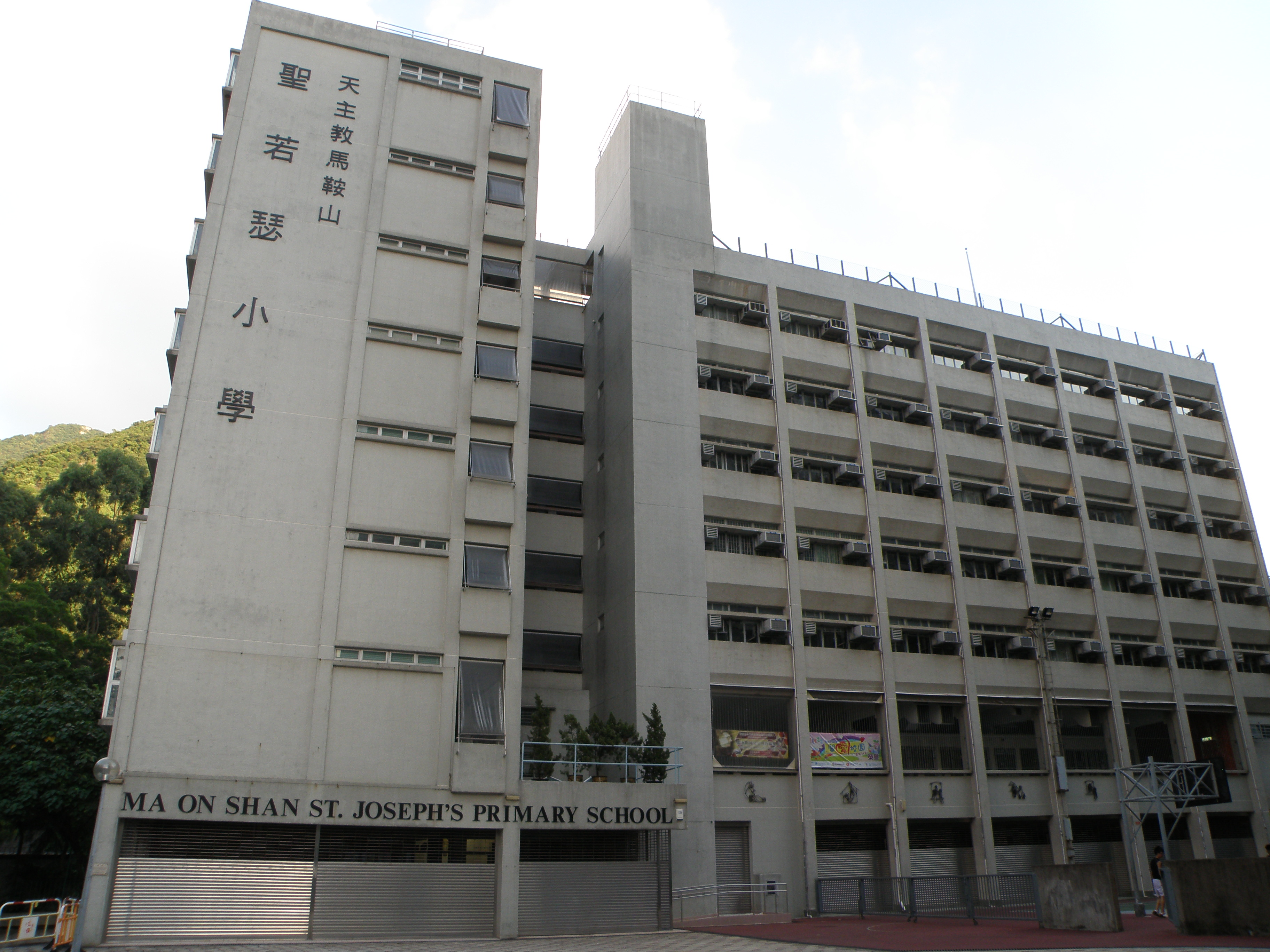
翻油前的校舍

馬鞍山聖若瑟小學（英語：Ma On Shan St. Joseph's Primary School）在1952年在馬鞍山山頂成立開辦，是馬鞍山第一間開辦的小學。新校舍則於1987年開辦，為一所天主教背景的資助小學，辦學團體為香港天主教方濟會。校址位於香港沙田區馬鞍山恆安邨，現任校長為楊翠珊女士。

## 學校歷史
溫淑卿修女，她是屬於方濟各會瑪利亞傳教修會，是五十年代方濟各會派往馬鞍山從事教會事工的修女之一。溫修女提及山上有修女參與事奉工作，始自1954年，而她則是於1959年至1986年間在馬鞍山工作，她當時為二十八歲，便往此地事奉，其間十四年在山上的幼稚園工作，其後的十二年任教小學，主要為礦工子女教學，她指出在礦場成立之初，有五位修女在馬鞍山協助胡文義神父從事教會牧養工作，神父及修女生活簡僕和刻苦，當然沒有任何娛樂，在山上地方狹窄，又沒有電，要用火水大光燈才可照明。村民多自行駁水喉，從山澗引水入屋，作為食水之用。
在1953年，成為方便事奉工作，修女多居馬鞍山上，故胡神父與礦工一起為修女在山上築了一所教堂及房屋，給修女們居住，即現在馬鞍山山上的教堂及課室的地方。這些礦工以禾旱草，麻包袋為建屋材料，各人在一天的辛勞後，便為修女們築樓及製磚。教會人士也同情礦工的貧乏，提供他們麵包、米、油，又協助他們申請福利品。自此之後，經礦工及教會人士的努力，及馬鞍山的礦業發展，也吸引了更多家庭自國內南來，並搬入馬鞍山。因為很多移民在馬鞍山居住，他們的兒女也需要教育，這些修女為他們開辦幼兒園，並聘請區外的教師執教其中，神父們也開辦小學課程，而書本主要從區外的書局捐贈，也因為區外的教師居所離此地較遠，便多在山上教會提供的宿舍居住，有些教師是從馬料水（即現今中文大學）的地方乘船，往山上任教的。當然區內主要的教員是修女，次者為大陸南下的知識份子，他們都以國語為教學媒介。
1960年，宋秀琴修女指出聖若瑟小學範圍很大，在山上的校舍，只有四個班房，不能容納全校學生，故只把一至四年級的學生在此地上課，至於五年級和六年級的學生，則需要在山腳碼頭附近的校舍上課，故她與其他修女常要帶他們下山上課。若沒有車子，只好徒步上山，而這兩部車子均由教會提供，方便修女及神父往山上工作及往外購物的。及後小學規模擴大，山下的班房數量增加至八間，由是暫時解決了課室不足的問題。但那時的小孩，因他們在校內成績不太好，往往較難地考取港島區或九龍區成績較佳的學校，但修女們仍教他們有關專業的知識，如商科及應用英文等，希望他們學得一技之長，方便他們日後在社會裡找工作。
1979年7月1日，教會的行政單位更由聖方濟各堂升為馬鞍山聖方濟各堂區，可見馬鞍山天主教宗教活動的繁盛。礦場在1976年關閉，村民人數日漸減少，至今山上還有少數老礦工定居，但已能與外界溝通。
山上的教堂終於在1981年結束，而於1987年至1999年借用聖若瑟小學禮堂的聖方濟彌撤中心，維持主日彌撤。而近海邊的聖方濟各堂及附設的學校也於1984年拆卸。後來經方濟各的神父的努力，及不斷有新教友領洗加入馬鞍山堂區下，堂區得以繼續發展，終在各人的努力及捐助下，馬鞍山聖方濟堂落成。其中堂區主任司鐸方濟會的胡健挺神父的參與更為重要，與他一起工作的神父及修女，包括昔日多年在山上參與事工的溫淑卿修女及宋秀琴修女等。

## 歷屆行政人員

### 校監
- 李文鋒 先生（1987年-？，創校校監）[1]
  - 郭龍章 先生（署任校監）
- 陳維統 神父[2]
- 伍維烈 修士

### 校長

#### 上午校
- 馬鳳鳴 小姐[2]（1987年-？；曾署任校監）
- 陳淑賢 小姐[3]

#### 全日
- 楊翠珊 女士（2014年起，現任校長）

## 學校設施
課室數目有24間。有一個禮堂、有蓋操場、外操場。特別室有圖書館、視藝室、音樂室、電腦室、校園電視台、活動室、中央圖書館、加輔室、感統室、輔導室、方濟園圃、多元智能室、英語室、祈禱室。支援有特殊學習需要學生的設施包括傷殘廁所、傷殘通道、升降機。

## 開設科目
中國語文、英國語文、數學、常識、宗教、普通話、音樂、資訊科技、視覺藝術、成長、體育

## 馬鞍山聖若瑟校歌
曲：胡文義神父（1952年）；詞：胡建挺（2001年）
聖若瑟救 主養父，誠實愛家人 禮義符，

勵圖上進 闖成就庫，安貧認真新 試念故，

修德進業技 能日富，群策群力願 互助相扶；

群策群力齊 蒙神護顧！
聖若瑟我 真仰慕， 常繫腦海時 覺自豪，

睦鄰棣友 天敬學好，追求知識品 格盛抱，                   

克己致力善 勤儉素，獻身社會報 學校薰陶，         

獻身社會求 學能達到！

## 連繫中學
- 馬鞍山聖若瑟中學

## 外部連結
- 學校網站 （页面存档备份，存于）
- 學校中學部網站 （页面存档备份，存于）

1. ↑  香港教育資料中心. . 商務印書館. 1988: 445.
2. 1 2  香港教育工作者聯會香港教育資料中心. . 商務印書館. 1993: 490.
3. ↑  . 天主教香港教區. 1995-12: 309.